# Ludvig Ferdinand av Preussen
Ludvig Ferdinand av Preussen (även Louis Ferdinand, egentligen Ludwig Friedrich Christian), född 18 november 1772, död i slaget vid Saalfeld 10 oktober 1806, var en prins av Preussen, arméofficer samt kompositör. 

## Biografi
Han var son till August Ferdinand av Preussen och Elisabeth Louise av Brandenburg-Schwedt. Han var kusin till Fredrik Vilhelm II av Preussen.
Han blev känd som en duktig och orädd officer i den preussiska armén under revolutionsåren på 1790-talet och de efterföljande napoleonkrigen. Han blev också känd för sin förkärlek för musik och komponerade själv en del. Långt senare (1842) komponerade Franz Liszt ett musikstycke med utgångspunkt från Louis Ferdinands verk.
1794 inledde han ett förhållande med sin släkting, Ludvigs av Preussen nyblivna maka, Fredrika av Mecklenburg-Strelitz. Något år senare ingick han så ett morganatiskt äktenskap med den katolska grevinnan Marie Adelaide De la Grange och fick en son med henne. Dessutom fick han 1803 en illegitim son, den senare ambassadören Ludwig von Wildenbruch.

## Verk
Följande är en komplett lista med kompositioner av Ludvig Ferdinand.
Publiceringsår inom parentes.
- Op.1 Pianokvintett i c-moll (1803)
- Op.2 Pianotrio nr.1 i Ass-dur (1806)
- Op.3 Pianotrio nr.2 i Ess-dur (1806)
- Op.4 Andante med variationer i Bess-dur för pianokvartett (1806)
- Op.5 Pianokvartett nr.1 i Ess-dur (1806)
- Op.6 Pianokvartett nr.2 i f-moll (1806)
- Op.7 Fuga i g-moll för piano (1807)
- Op.8 Nocturne i F-dur för flöjt, 2 horn och pianokvartett (1808)
- Op.9 Rondo nr.1 i B-dur för piano och orkester (1808)
- Op.10 Pianotrio nr.3 i E-dur (1806)
- Op.11 Larghetto med variationer i G-dur för pianokvintett (1806)
- Op.12 Oktett i f-moll för klarinett, 2 horn, 2 violiner, 2 celli och piano (1808)
- Op.13 Rondo nr.2 i E-dur för piano och orkester (1823)